# Leichtathletik-Halleneuropameisterschaften 2021/Teilnehmer (Niederlande)
| Gelbes Symbol für Goldmedaillen mit stilisierten Olympischen Ringen | Graues Symbol für Silbermedaillen mit stilisierten Olympischen Ringen | Braundes Symbol für Bronzemedaillen mit stilisierten Olympischen Ringen |
| ------------------------------------------------------------------- | --------------------------------------------------------------------- | ----------------------------------------------------------------------- |
| 4                                                                   | 1                                                                     | 2                                                                       |

Aus den Niederlanden nahmen 17 Athletinnen und 18 Athleten bei den Leichtathletik-Halleneuropameisterschaften 2021 in Toruń teil, die sieben Medaillen (4 × Gold, 1 × Silber und 2 × Bronze) errangen sowie zwei Europäische und eine Weltjahresbestleistung als auch einen Meisterschaftsrekord aufstellten. Mit vier Mal Gold holte die niederländische Auswahl die meisten Goldmedaillen aller Mannschaften.
In Absprache mit seinem Trainer verzichtete der Sprinter Raphael Bouju kurzfristig auf einen Start bei der Hallen-EM, da seine Belastbarkeit bei mehreren Rennen in kurzer Zeit schwächelte. Pim van Bakel war zunächst nicht für die 4-mal-400-Meter-Staffel gemeldet, wurde aber auch nicht eingesetzt.
Dafne Schippers und Sifan Hassan nahmen nicht teil, da die Hallen-EM nicht zu ihrer Vorbereitung auf die Olympischen Spiele in Tokio passte.

## Ergebnisse

### Frauen

#### Laufdisziplinen
| Athletin | Disziplin         | Vorlauf                           | Vorlauf                           | Halbfinale         | Halbfinale         | Finale             | Finale             |
| Athletin | Disziplin         | Zeit                              | Platz                             | Zeit               | Platz              | Zeit               | Platz              |
| --- | ----------------- | --------------------------------- | --------------------------------- | ------------------ | ------------------ | ------------------ | ------------------ |
| Jamile Samuel                                                                                               | 60 m              | 7,27 s =SB                        | 6                                 | 7,26 s SB          | 5                  | 7,22 s SB          | Bronze             |
| Naomi Sedney                                                                                                | 60 m              | 7,27 s SB                         | 5                                 | 7,35 s             | 18                 | nicht qualifiziert | nicht qualifiziert |
| Femke Bol                                                                                                   | 400 m             | 52,77 s                           | 16                                | 51,17 s            | 1                  | 50,63 s EL         | Gold               |
| Lieke Klaver                                                                                                | 400 m             | 52,74 s                           | 13                                | 52,09 s            | 3                  | 52,03 s            | 5                  |
| Lisanne de Witte                                                                                            | 400 m             | 52,82 s                           | 17                                | 53,10 s            | 12                 | nicht qualifiziert | nicht qualifiziert |
| Britt Ummels                                                                                                | 800 m             | DQ (Verlassen der Strecke TR17.6) | DQ (Verlassen der Strecke TR17.6) | nicht qualifiziert | nicht qualifiziert | nicht qualifiziert | nicht qualifiziert |
| Bregje Sloot                                                                                                | 800 m             | 2:07,33 min                       | 30                                | nicht qualifiziert | nicht qualifiziert | nicht qualifiziert | nicht qualifiziert |
| Suzanne Voorrips                                                                                            | 800 m             | 2:07,78 min                       | 31                                | nicht qualifiziert | nicht qualifiziert | nicht qualifiziert | nicht qualifiziert |
| Jip Vastenburg                                                                                              | 3000 m            | DQ (Spurverletzung TR17.3.2)      | DQ (Spurverletzung TR17.3.2)      | –––                | –––                | nicht qualifiziert | nicht qualifiziert |
| Maureen Koster                                                                                              | 3000 m            | 8:56,91 min                       | 8                                 | –––                | –––                | DNF                | –                  |
| Nadine Visser                                                                                               | 60 m Hürden       | 7,92 s                            | 1                                 | 7,86 s             | 1                  | 7,77 s WL          | Gold               |
| Zoë Sedney                                                                                                  | 60 m Hürden       | 8,01 s                            | 6                                 | 7,99 s             | 7                  | 8,00 s             | 7                  |
| Lieke Klaver, Marit Dopheide, Lisanne de Witte, Femke Bol, nicht eingesetzt: Andrea Bouma, Eveline Saalberg | 4 × 400 m Staffel | –––                               | –––                               | –––                | –––                | 3:27,15 min CR     | Gold               |

#### Sprung/Wurf
| Athletin         | Disziplin   | Qualifikation | Qualifikation | Finale     | Finale |
| Athletin         | Disziplin   | Weite         | Platz         | Weite      | Platz  |
| ---------------- | ----------- | ------------- | ------------- | ---------- | ------ |
| Jessica Schilder | Kugelstoßen | 18,48 m PB    | 5             | 18,69 m PB | 5      |

#### Fünfkampf
| Athletin        | Disziplin | 60 m Hürden | Hochsprung | Kugelstoßen | Weitsprung | 800 m       | Punkte | Platz |
| --------------- | --------- | ----------- | ---------- | ----------- | ---------- | ----------- | ------ | ----- |
| Nadine Broersen | Ergebnis  | 8,48 s      | 1,77 m     | 14,04 m     | NM         | 2:21,97 min | 3556   | 10    |
| Nadine Broersen | Punkte    | 1021        | 941        | 797         | 0          | 797         | 3556   | 10    |

### Männer

#### Laufdisziplinen
| Athlet | Disziplin         | Vorlauf               | Vorlauf               | Halbfinale         | Halbfinale         | Finale             | Finale             |
| Athlet | Disziplin         | Zeit                  | Platz                 | Zeit               | Platz              | Zeit               | Platz              |
| --- | ----------------- | --------------------- | --------------------- | ------------------ | ------------------ | ------------------ | ------------------ |
| Joris van Gool | 60 m              | DQ (Fehlstart TR16.8) | DQ (Fehlstart TR16.8) | nicht qualifiziert | nicht qualifiziert | nicht qualifiziert | nicht qualifiziert |
| Liemarvin Bonevacia                                                                                                  | 400 m             | 46,69 s               | 4                     | 46,75 s            | 8                  | 46,30 s            | Bronze             |
| Jochem Dobber | 400 m             | 47,05 s               | 17                    | 46,56 s            | 4                  | 46,82 s            | 5                  |
| Tony van Diepen | 400 m             | 46,54 s               | 1                     | 46,06 s PB         | 1                  | 46,25 s            | Silber             |
| Thijmen Kupers | 800 m             | 1:50,38 min           | 26                    | nicht qualifiziert | nicht qualifiziert | nicht qualifiziert | nicht qualifiziert |
| Djoao Lobles | 800 m             | 1:50,29 min           | 24                    | nicht qualifiziert | nicht qualifiziert | nicht qualifiziert | nicht qualifiziert |
| Jurgen Wielart | 800 m             | 1:50,65 min           | 29                    | nicht qualifiziert | nicht qualifiziert | nicht qualifiziert | nicht qualifiziert |
| Bram Anderiessen | 1500 m            | 3:42,13 min           | 24                    | –––                | –––                | nicht qualifiziert | nicht qualifiziert |
| Mahadi Abdi Ali | 1500 m            | 3:48,02 min           | 46                    | –––                | –––                | nicht qualifiziert | nicht qualifiziert |
| Valentijn Weinans | 1500 m            | 3:42,34 min           | 27                    | –––                | –––                | nicht qualifiziert | nicht qualifiziert |
| Mike Foppen | 3000 m            | 7:49,99 min           | 10                    | –––                | –––                | nicht qualifiziert | nicht qualifiziert |
| Koen Smet | 60 m Hürden       | 7,80 s                | 15                    | 7,69 s             | 7                  | 7,73 s             | 7                  |
| Jochem Dobber, Liemarvin Bonevacia, Ramsey Angela, Tony van Diepen, nicht eingesetzt: Pim van Bakel, Nout Wardenburg | 4 × 400 m Staffel | –––                   | –––                   | –––                | –––                | 3:06,06 min EL     | Gold               |

#### Sprung/Wurf
| Athlet      | Disziplin      | Qualifikation | Qualifikation | Finale | Finale |
| Athlet      | Disziplin      | Höhe          | Platz         | Höhe   | Platz  |
| ----------- | -------------- | ------------- | ------------- | ------ | ------ |
| Menno Vloon | Stabhochsprung | 5,70 m        | 1             | 5,70 m | 5      |

#### Siebenkampf
| Athlet       | Disziplin | 60 m   | Weitsprung | Kugelstoßen | Hochsprung | 60 m Hürden | Stabhochsprung | 1000 m         | Punkte  | Platz |
| ------------ | --------- | ------ | ---------- | ----------- | ---------- | ----------- | -------------- | -------------- | ------- | ----- |
| Pieter Braun | Ergebnis  | 6,25 s | 7,38 m     | 15,40 m PB  | 1,98 m     | DNS         | DNS            | [ 10 ]         | DNF     | –     |
| Pieter Braun | Punkte    | 796    | 905        | 814         | 785        | –           | –              | –              | DNF     | –     |
| Rik Taam     | Ergebnis  | 6,94 s | 7,29 m     | 14,52 m SB  | 2,04 m     | 8,13 s      | 4,80 m SB      | 2:35,35 min PB | 6111 PB | 4     |
| Rik Taam     | Punkte    | 904    | 883        | 760         | 840        | 949         | 849            | 926            | 6111 PB | 4     |